# هانس موريتي
هانس موريتي (بالألمانية: Hans Moretti)‏ هو ساحر استعراضي ألماني، ولد في 24 يوليو 1928 في غاليسيا في أوكرانيا، وتوفي في 13 مارس 2013 في ديلينغن في ألمانيا.